# Ursus 1674
Ursus 1674 – ciężki ciągnik produkowany seryjnie w latach 2009-2011 przez polskie zakłady Ursus spełniający normę emisji spalin euro 3A.
Opracowany został również prototyp Ursus 1674M z silnikiem Martin Diesel 8604.35 M3A wyposażonym w układ recyrkulacji spalin EGR.

## Dane techniczne
- Silnik - Perkins 1106D-E66TA Euro IIIA, kompletacja PJ38461[1]
- Typ silnika - wysokoprężny, czterosuwowy, rzędowy, chłodzony cieczą z intercoolerem i bezpośrednim wtryskiem paliwa Common Rail
- Moc znamionowa (kW/KM) - 116,5/158,5
- Pojemność skokowa - 6600 cm³
- Liczba cylindrów - 6
- średnica cylindra / skok tłoka - 105/127 mm
- Moment obrotowy - 683 Nm przy 1400 obr./min
- zużycie jednostkowe przy 2200 obr./min - 233 g/kWh
- Pojemność zbiornika paliwa - 355 l
- typ rozrusznika Iskra AZF 4545 4,2 kW, 12 V
- sprzęgła cierne, jednostopniowe, suche, sterowane hydraulicznie pedałem z kabiny
- Liczba biegów do przodu/do tyłu - 16/8
- Przedni most napędowy Stetex 6R z blokadą mechanizmu różnicowego włączaną hydraulicznie sprzęgłem tarczowym, mocowana centralnie z asymetrycznie umieszczonym mechanizmem różnicowym, przekładnia główna z zazębieniem Gleasona, zwolnice planetarne z 3 satelitami
- tylny most z przekładnią główną stożkową z zazębieniem Oerlikon i zwolnicami planetarnymi z 3 satelitami
- Udźwig podnośnika / typ - 7000 kg/TUZ kat. 2 lub 3, zaczepy hakowe (CBM)
- System regulacji automatycznej - dolnozaczepowa
- Pompa hydrauliczna TKs-550 WPH Wrocław o wydajności 80 l/min
- Wał odbioru mocy  z wielotarczowym sprzęgłem mokrym i hamulcem i max. mocy na WOM 99 kW
- hydrostatyczny Układ kierowniczy z pompą zębatą ZCT-16L oraz blokiem sterującym Orbitrol RB-160 i blokiem zaworowym ZP 20
- układ hamulcowy
- Prędkość maksymalna - 40 km/h
- kabina M97 z siedziskiem Grammer MSG 85/721
- masa ciągnika nie obciążonego w stanie gotowym do jazdy (z obciążnikami) - 7710 kg
- rozkład mas na oś przednią/tylną - 2470/3780 kg
- rozstaw osi 2745 mm

## Przykładowe zespoły dostępne opcjonalnie
- Ogumienie przód/tył w rozmiarze - 420/70 R28 / 580/70 R38
- Zaczepy transportowe - górny regulowany,dolny wychylny||górny regulowany,dolny automatyczny
- obciążniki przednie - 970 kg
- Obciążniki tylne - 540 kg